# Kościół Trójcy Świętej w Arvice
Kościół Trójcy Świętej (szw. Trefaldighetskyrkan) – luterańska świątynia parafialna znajdująca się w szwedzkim mieście Arvika.

## Historia
Budowę kościoła w Arvice planowano od lat 90. XIX wieku. Parafię erygowano w roku 1905, a dwa lata później zatwierdzono projekt świątyni autorstwa Ivara Tengboma i Ernsta Torulfa. 19 maja 1909 roku wmurowano kamień węgielny, a 11 czerwca 1911 ukończony budynek konsekrował bp Johan Alfred Eklund. W 1949 miała miejsce renowacja wnętrza.

## Architektura i wyposażenie
Kościół wzniesiono w tzw. stylu narodowym, inspirowanym tradycyjną architekturą Szwecji. Jest trójnawową bazyliką. Nad wejściem do kościoła znajduje się płaskorzeźba Stworzenie Adama autorstwa Christiana Erikssona. Scenę drogi krzyżowej w ołtarzu głównym wykonał Björn Ahlgrensson, a chrzcielnicę – Bror Sahlström. Podczas renowacji w 1949 powstały freski autorstwa Simona Sörmana. Organy pochodzą z roku 1959, z warsztatu Olofa Hammarberga w Göteborgu, zastąpiły one wcześniejszy instrument, wykonany przez przedsiębiorstwo Setterquist & Son Orgelbyggeri z Örebro w roku 1911.

## Galeria

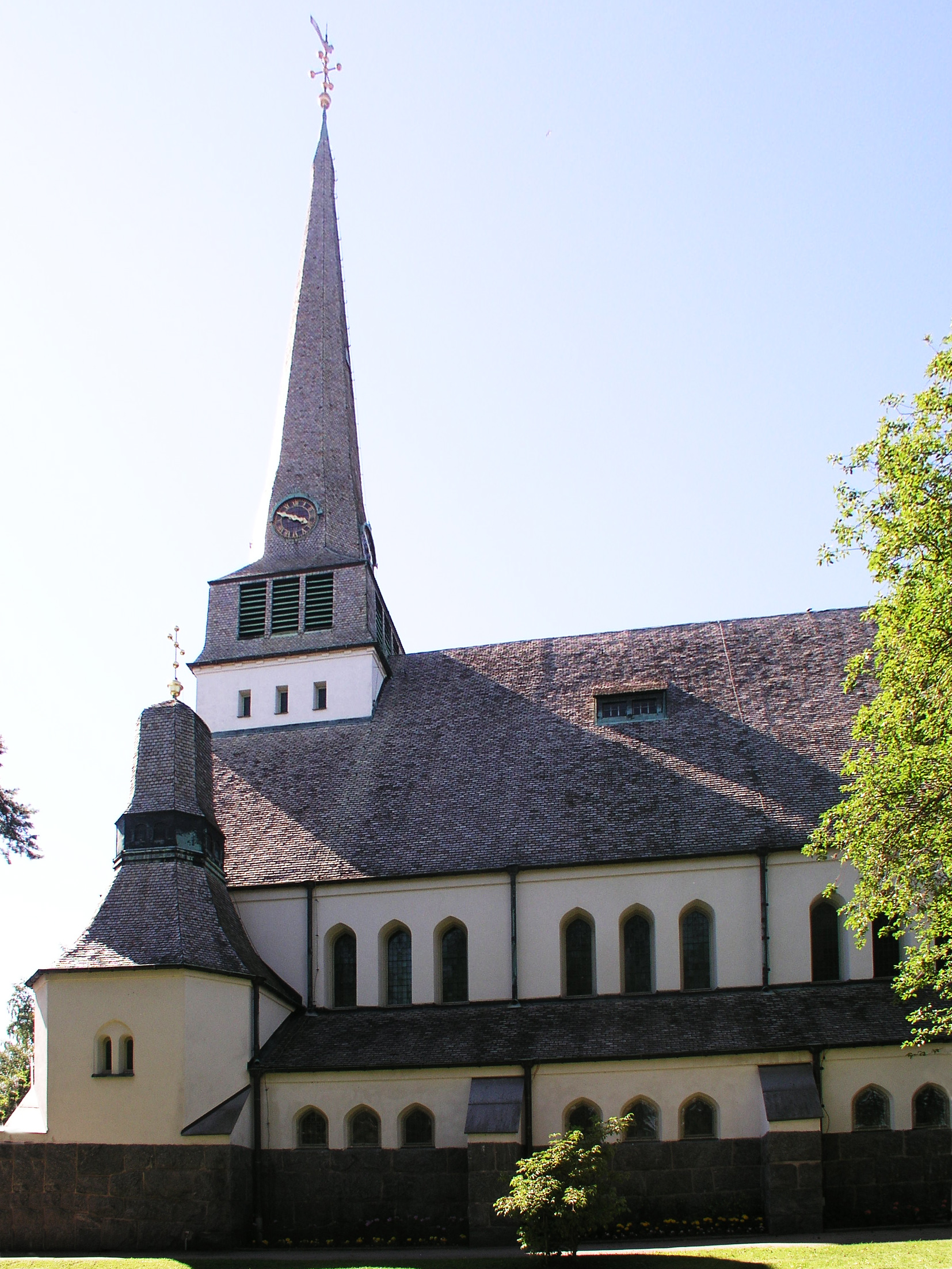
Widok ze wschodu
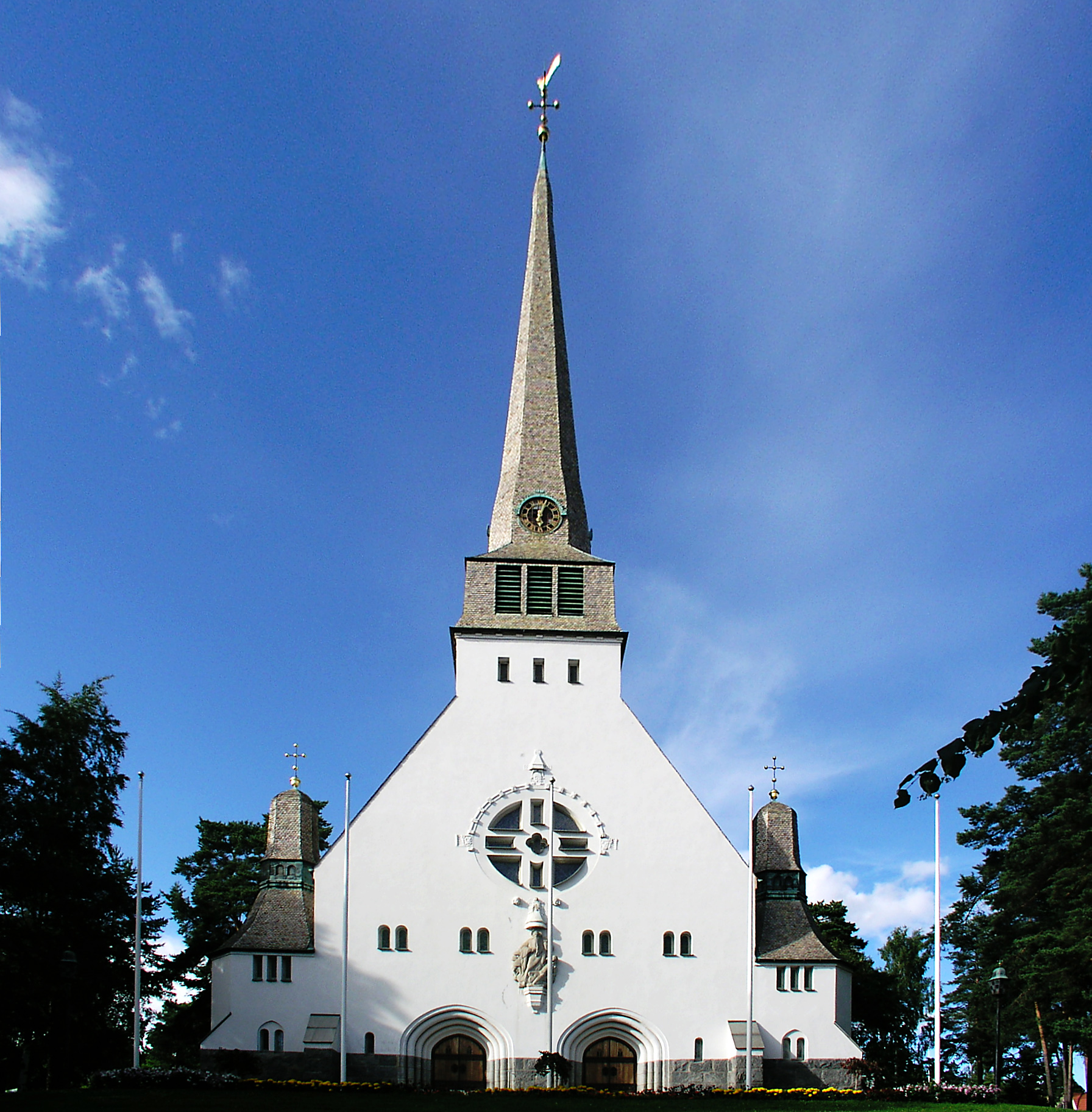
Fasada
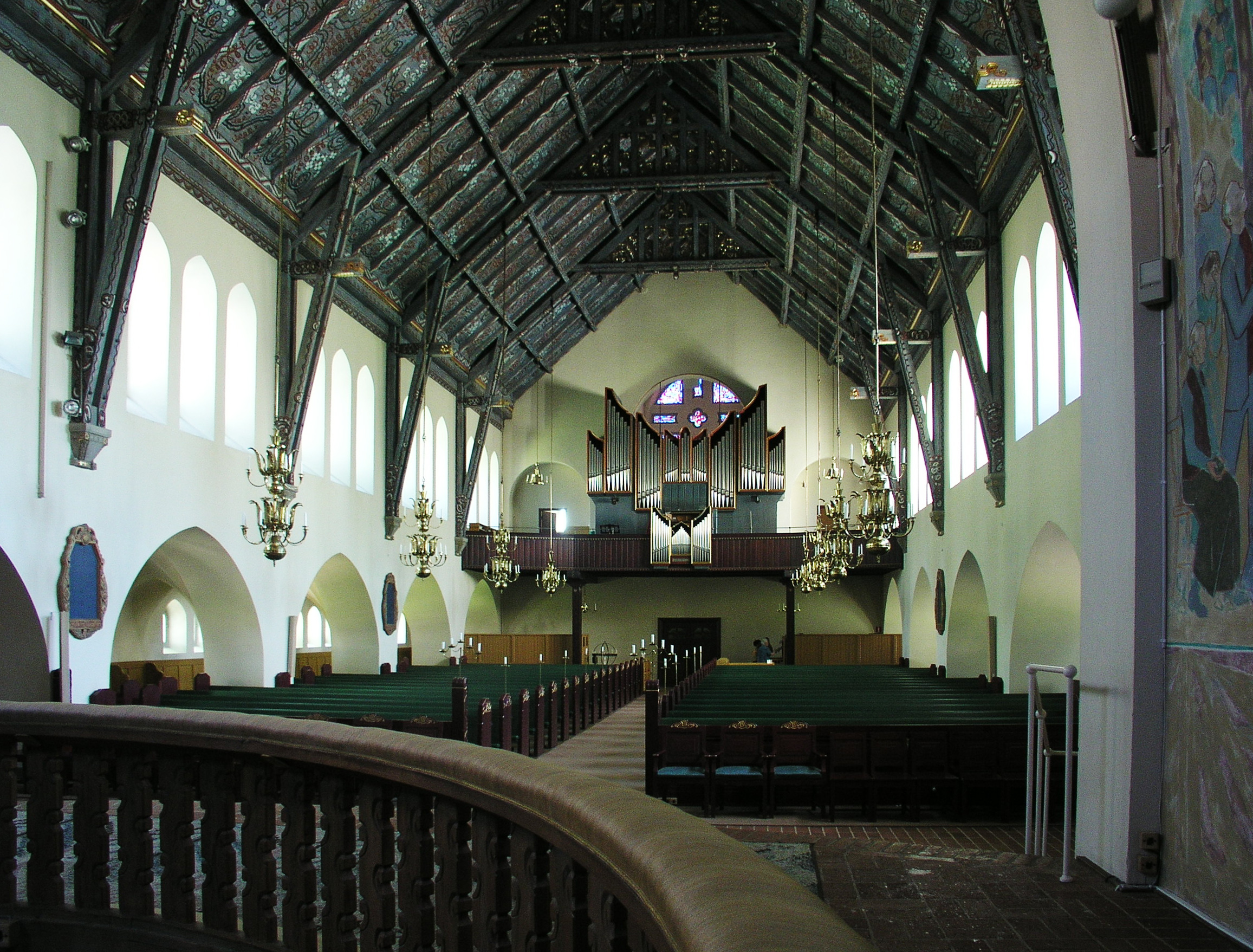
Wnętrze
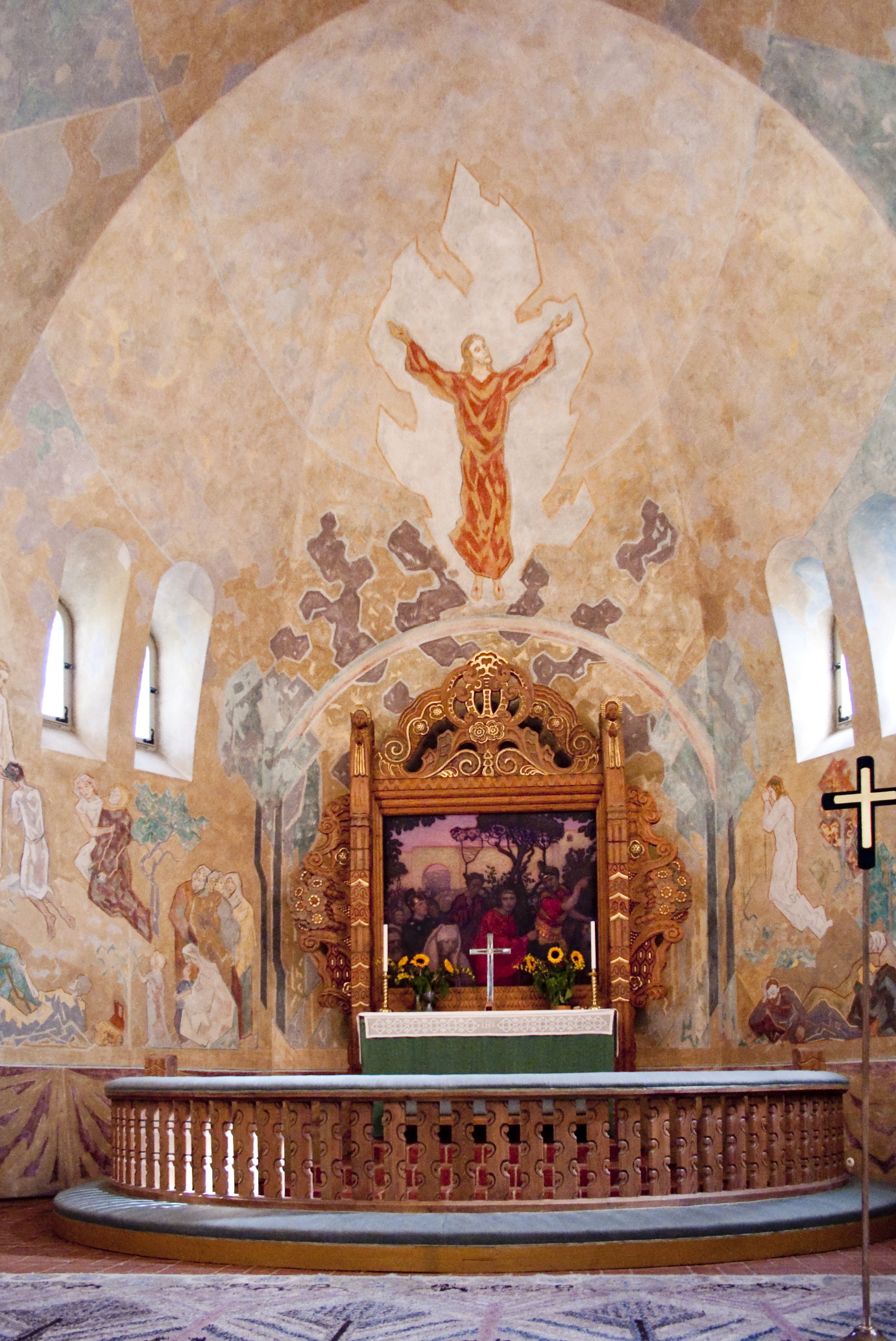
Absyda
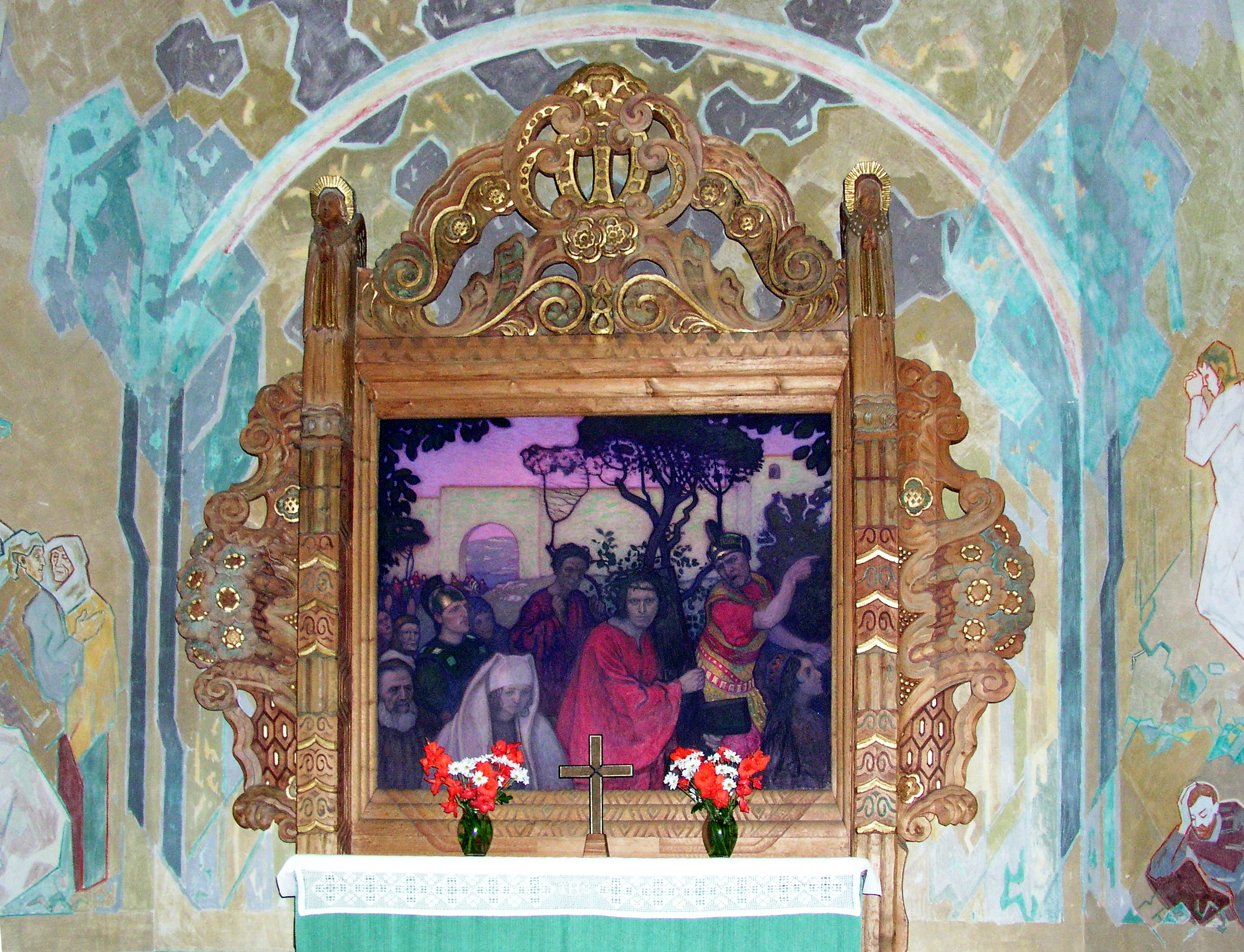
Ołtarz główny
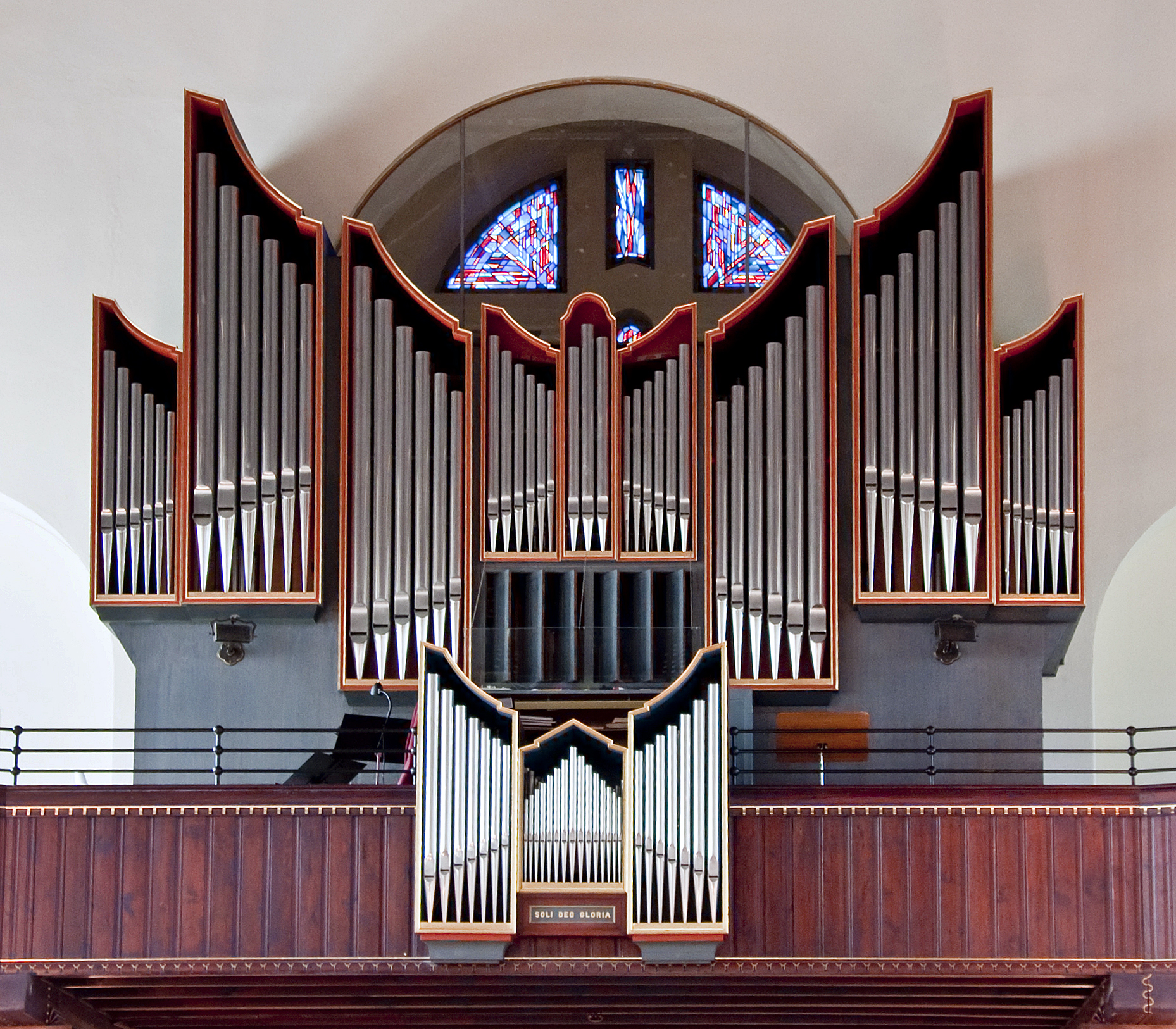
Organy